# Estil musical en Beethoven

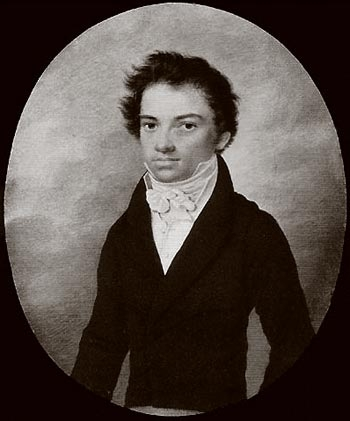
Beethoven el 1788

L' estil musical de Ludwig van Beethoven s'inicia en el context del Classicisme i culmina en el Romanticisme. Beethoven se'l reconeix com una de les figures més influents en la història de música clàssica. Ja en vida, fou "acceptat com el compositor viu més important", i la seva música ha quedat entre les més interpretades, discutides i revisades.
Les revistes especialitzades dediquen articles a l'anàlisi de la seva biografia i la seva obra. Ha estat tema de nombroses monografies i biografies, i la seva música és un referent en el desenvolupament de l'anàlisi schenkerià. Juntament amb Bach i Mozart, destaca d'entre la resta de compositors i la seva música probablement és la més enregistrada.
Les innovacions estilístiques de Beethoven fan de pont entre els períodes clàssic i romàntic. Les obres del seu període primerenc van portar la forma clàssica al seu nivell expressiu més elevat, expandint a nivell formal, estructural i harmònic el desenvolupament musical dels seus predecessors, entre els quals destaquen Mozart i Haydn. Les obres del seu període mitjà representen més que un pas endavant, ja que contribuïren a crear les bases del llenguatge musical i del pensament del que es denominaria Romanticisme musical. Va ser font d'inspiració de compositors com Franz Schubert, Felix Mendelssohn, Robert Schumann, Franz Liszt, Richard Wagner i Johannes Brahms, entre molts d'altres. Les seves obres del període tardà van caracteritzar-se per l'experimentació formal, harmònica i estructural al nivell més elevat, sovint, assolint tendències contrapuntístiques i textures microscòpiques, així com un plantejament compositiu més introvertit. Tot i ser un precursor del Romanticisme musical, Beethoven mai va abandonar els paradigmes formals i la filosofia que caracteritza el Classicisme musical, com compositors posteriors de la importància de Berlioz o Schubert.

## Els tres períodes
La producció musical de Beethoven s'ha dividit en tres períodes, una classificació que data als primers anys després de la mort del compositor el 1827 i es va formalitzar en el llibre de Wilhelm von Lenz, Beethoven et ses trois estils (Beethoven i els seus tres estils). Lenz proposa que les composicions de Beethoven es poden relacionar en tres períodes d'una personalitat estilística diferent i, a més, va identificar composicions específiques com a fites concretes per a cada període. Segons Lenz, el primer període s'inicia amb el conjunt dels tres Trios Op. 1 i culmina cap el 1800 amb l'aparició de la seva primera simfonia i el septet. El segon període s'inicia amb la publicació de la Sonata «Clar de lluna» i conclouria amb la Sonata per a piano en mi menor, Op. 90 del 1814. El darrer període, comprèn les obres de maduresa de Beethoven, com la Missa Solemnis i la Simfonia núm. 9, i conclou amb la seva mort, l'any 1827.
Tot i que els experts posteriors han qüestionat aquesta categorització simplista, sovint encara s'utilitza. A partir d'una revisió de les dates originals de les obres es consideren els tres períodes de Beethoven de la següent manera:
- Un període formatiu que s'estén fins al 1802
- Un període mitjà des de 1803 a 1814
- Un període madur de 1814 fins a 1827

Generalment, cada període mostra evolucions estilístiques característiques dins el llenguatge musical de Beethoven que van associats a problemes vitals en la vida personal del compositor.

## Període primerenc

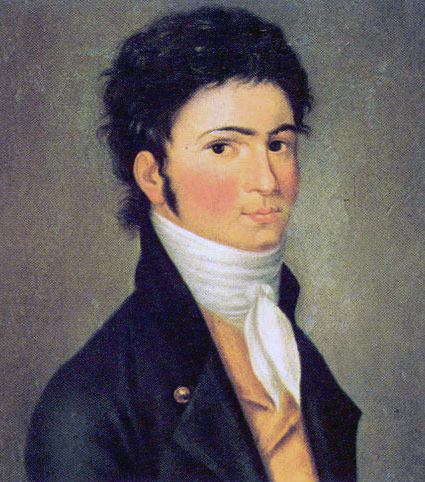
Beethoven el 1801 pintat per Carl Traugott Riedel.

Les composicions que Beethoven va escriure en el seu període formatiu es caracteritzen per l'ús del llenguatge musical predominant en aquell moment: el classicisme. Les obres d'aquest període, al mateix temps, poden agrupar-se en dos categories que tenen relació amb el lloc de residència del compositor. En el primer grup, diversos obres d'adolescència i joventut, escrites quan Beethoven encara vivia a Bonn; són peces molt influïdes per les obres de músics contemporanis, especialment de Mozart i del seu mestre, Christian Gottlob Neefe. Aquestes composicions primerenques comprendrien un conjunt de tres sonates per a piano (WoO 47) i els tres quartets per a piano (WoO 36) que Beethoven va escriure abans de 1792. Els tres quartets tenen com a referents tres sonates per a violí de Mozart publicades l'any 1781 (K 296, 379 i 380) – i que són la base de posteriors sonates per a violí ja amb un estil molt més personal.
En el segon grup, trobem un nombre més important d'obres escrites quan Beethoven va anar a viure a Viena el 1792 i, a més, comencés com a alumne d'una figura musical capdavantera del període, com fou Joseph Haydn.

### Període de Bonn
Amb l'excepció d'un intent fallit d'un viatge a Viena l'any 1787, Beethoven va viure a Bonn fins al 1792, on va treballar en la capella de la Cort de l'Elector de Colònia. Existeixen unes quaranta composicions d'aquest període, entre les que n'hi ha deu compostes pel Beethoven adolescent, que era reconegut com un nen prodigi i que les obres foren publicades arran dels esforços del seu mestre, Christian Gottlob Neefe. S'ha suggerit que Beethoven va abandonar en gran part la tasca compositiva entre 1785 i 1790, possiblement arran de la reacció negativa de la crítica a les seves primeres obres. El 1784, una revisió de Johann Nikolaus Forkel en la influent revista Musikalischer Almanack va comparar els esforços de Beethoven amb els d'un principiant. Fos el que fos, sembla clar que la major part de les obres primerenques de Beethoven van ser escrites ja després de complir els vint anys, entre 1790 i 1792. Algunes d'aquestes composicions foren publicades molt més tard, o van ser incorporades dins d'obres més tardanes. Són peces que proporcionen una fonamentació important per entendre l'evolució més tardana del seu estil.
En general, les primeres composicions de Beethoven mostren la seva preocupació per dominar l'estil clàssic, tant en termes estructurals com idiomàtics. Diverses obres, incloent dues publicades més tard, mostren senyals incipients del seu estil més tardà: dotze Lieder, molts del qual es van publicar el 1805 com a Op. 52, el seu Octet de vent, publicat posteriorment com a Op. 103, i diversos conjunts de variacions, incloent-ne una per a violí i piano, WoO 40, a partir de l'ària de Mozart Se vuol ballare (posteriorment, revisada a Viena). Compon, en gran part, adaptant-se a les convencions formals de l'estil clàssic, sempre amb una observança estricta de la forma. En les variacions, la filigrana decorativa associada amb el gènere, mostra indicis d'una tendència que incorporarà més tard Beethoven en el tractament més substantiu de material temàtic.
Cap el 1790, Beethoven va rebre l'encàrrec d'escriure una cantata funerària (WoO 87) amb motiu de la mort de l'emperador austrohongarès, Josep II; fou la primera de les seves composicions escrites en do menor. També daten d'aquest període un nombre d'àries de concert, entre les que hi ha "Prüfung des Küssens" (WoO 89) i "Mit Mädeln sich vertragen" (WoO 90).
Beethoven també té nombrosos fragments de grans obres, com un moviment simfònic (també escrit en do menor), un concert per a violí, un concert per a oboè, un esborrany del seu Concert per a piano núm. 2 (ambdós desapareguts), i un concertant per piano, flauta i fagot. Els experts consideren que aquests esborranys tenen poca inspiració i conclouen que estaven mal concebudes dins l'estil de sonata clàssica (a excepció del seu Octet de vent). Gustav Nottebohm, per exemple, era crític amb el tractament contrapuntístic de les Variacions Dressler (WoO 63). Téodor de Wyzewa considerava les Sonates Kurfürsten, escrites el 1783 (WoO 47) com a "imitacions correctes de Haydn". L'anàlisi d'aquestes primeres obres indica que per a Beethoven va ser fonamental la marxa a Viena, ja que allà va poder desenvolupar plenament el seu estil musical.

## Aportacions estilístiques

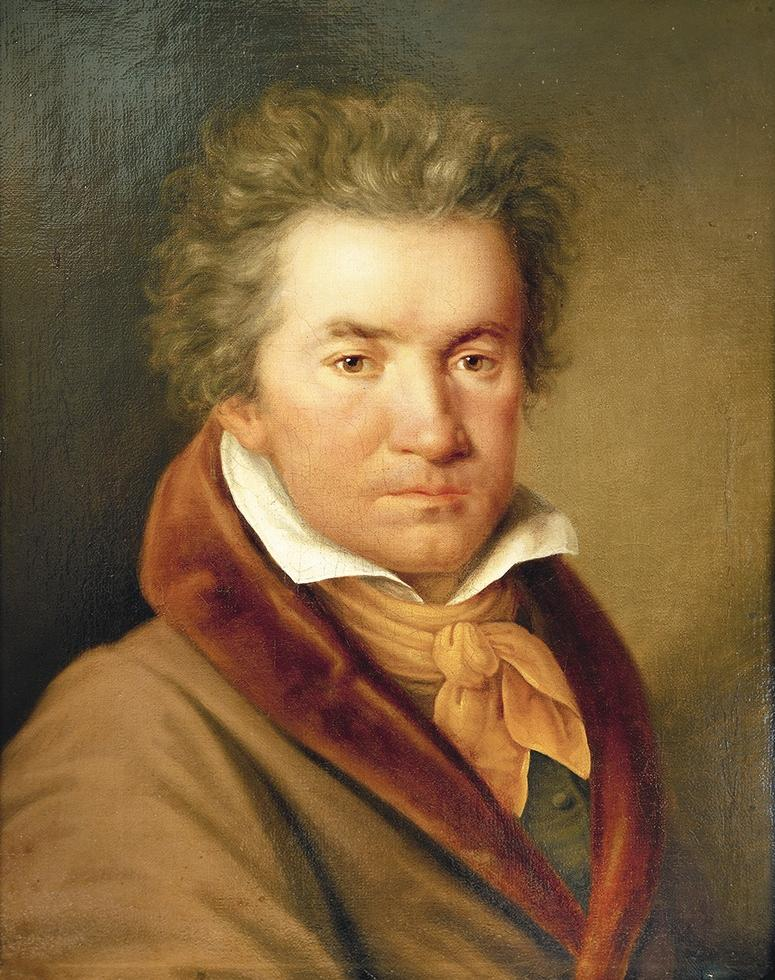
Beethoven el 1815. Retrat de J. Willibrord Mähler

Una de les grans aportacions de Beethoven és la seva contribució en el desenvolupament de l'orquestra simfònica no només en mida, sinó en la sonoritat. Desplaça el centre del so cap a registres més greus, amb més protagonisme a les violes i al registre més greu dels violins i cel·los, promou un so més pesat, més fosc que el que es troba en Haydn o Mozart. Gustav Mahler va modificar l'orquestració d'algunes obres de Beethoven —per exemple, la de les Simfonies núm. 3 i núm 9— d'acord amb el que el creia que volia Beethoven: per exemple, doblant les parts dels instruments de vent fusta per compensar el fet que una orquestra més moderna tenia més instruments de corda que l'orquestra de l'època de Beethoven.
Les obres de Beethoven es distingeixen pel tractament de les estructures, pel desenvolupament extens del material musical, del temes i motius, normalment amb un ús habitual de la "modulació"; passa per una bona varietat de tonalitats, de diferents regions harmòniques. Tot i que Haydn, en les seves obres més tardanes mostra més fluïdesa en l'ús de tonalitats distants, Beethoven mostra una gran habilitat i de seguida estableix una solidesa en el canvi harmònic, amb notes inesperades que donaven cohesió al material musical. Es pot dir que va expandir el reialme harmònic.
En la seva Simfonia núm. 5 Beethoven va utilitzar el conegut motiu de quatre notes (tenia com a referent una de les darreres simfonies de Haydn) que està present en tot el moviment amb combinacions diferents, donant un sentit d'una tensió interna a la peça.
Leonard Bernstein, en el documental televisiu  Bernstein on Beethoven (Bernstein sobre Beethoven) admetia que Beethoven és el compositor més gran de tots. Però, en el seu llibre The Joy of Music (L'Alegria de la música), critica la seva orquestració que de vegades era "francament dolenta". Amb parts orquestrals poc importants a les que dona massa prominència. Bernstein va atribuir aquesta deficiència a la sordesa creixent de Beethoven. I va repetir aquesta crítica en les minisèries Bernstein/Beethoven de 1982, de la Public Broadcasting Service, on interpretacions de les nou simfonies, diversos obertures, un dels quartets de corda, i la Missa Solemnis. Però al mateix temps, Bernstein afegeix que el que fa que Beethoven sigui tan gran és el seu extraordinari sentit de la forma: la seva capacitat d'adonar-se de quina hauria de ser la següent nota.